# Suzy
Suzy, også stavet Susy, egl. Susana Guerra, er en portugisisk sangerinde. Den 15. marts 2014 vandt hun Festival da canção 2014, den portugisiske forhåndsudvælgelse til Eurovision Song Contest 2014 med nummeret "Quero ser tua", som dog ikke gik videre fra den første semifinale den 6. maj ved Eurovision i København.